# 栃木県立わかくさ特別支援学校
栃木県立わかくさ特別支援学校（とちぎけんりつ わかくさとくべつしえんがっこう）は、栃木県宇都宮市駒生町にある公立特別支援学校。肢体不自由者を教育対象とする。

## 対象
設置学部は小学部と中学部で、肢体不自由児を対象とする。教室まで通えない児童・生徒には教師が病室まで赴いて授業を行う。学区は栃木県全域であるが、とちぎリハビリテーションセンターに入所または通所していることが入学条件である。2001年（平成13年）に駒生町へ移転するまでは、施設入所・通所者以外の通学も可能であったが、移転と同時に不可となり、入所・通所していない児童・生徒は転校を求められた。

## 歴史
1960年（昭和35年）11月、児童福祉法に基づいて肢体不自由児施設「若草学園」が設立された。その際に宇都宮市立細谷小学校および宇都宮市立陽西中学校の分教室として開校したのが起源である。栃木県では初めての肢体不自由児を対象とした特殊学級（現称：特別支援学級）であった。施設名が「若草」であるのは、所在地が宇都宮市若草町だったからである。
その後、1967年（昭和42年）4月に栃木県立野沢養護学校（現・栃木県立のざわ特別支援学校）が開校すると、その若草分校となった。1973年（昭和48年）4月には、若草学園が身体障害者更生相談所・身体障害者更生指導所と統合し栃木県身体障害医療福祉センターとなり
、1977年（昭和52年）4月には野沢養護学校から独立し栃木県立若草養護学校となった。
1993年（平成5年）、駒生町にあった国立療養所宇都宮病院が国立療養所東栃木病院と統合し、国立療養所東宇都宮病院（現・国立病院機構宇都宮病院）として旧・東栃木病院の敷地へ移転する形で閉院した。その跡地に1997年（平成9年）に開設されたのが「とちぎ健康の森」であり、若草養護学校は2001年（平成13年）9月に健康の森の中へ移転し、栃木県立わかくさ養護学校に改称した。これと同時に栃木県身体障害医療福祉センターも発展的に解消して駒生町に移転し、「とちぎリハビリテーションセンター」となり、わかくさ養護学校はとちぎリハビリテーションセンターに併設された。移転改称に先立ち、同年8月29日に校舎落成記念式典が開かれた。なお、移転改称に伴って、とちぎリハビリテーションセンターの通園センターが就学前乳幼児のみを受け入れる方針を採ったため、わかくさ養護学校も同センターの入所者のみの受け入れに変わり、非入所者の通学が不可能となった。
2008年（平成20年）4月に栃木県立の養護学校12校が一斉に特別支援学校へ改称したことに伴い、わかくさ養護学校も栃木県立わかくさ特別支援学校に改称した。